# Caputh
Caputh [ka'pu: t] est un village appartenant à Schwielowsee, une municipalité de l'arrondissement de Potsdam-Mittelmark, dans le Land de Brandebourg, en Allemagne. La localité est bien connue pour le château de Caputh appartenant à la Fondation des châteaux et jardins prussiens de Berlin-Brandebourg, ainsi que pour la maison d'Einstein, résidence d'été habitée par le célèbre physicien Einstein de 1929 à fin 1932.

## Géographie
Caputh se trouve au sud-ouest de Potsdam, capitale du Brandebourg, sur la rive du lac de Templin et du lac de Schwielow (en) traversés par la rivière Havel.

## Histoire

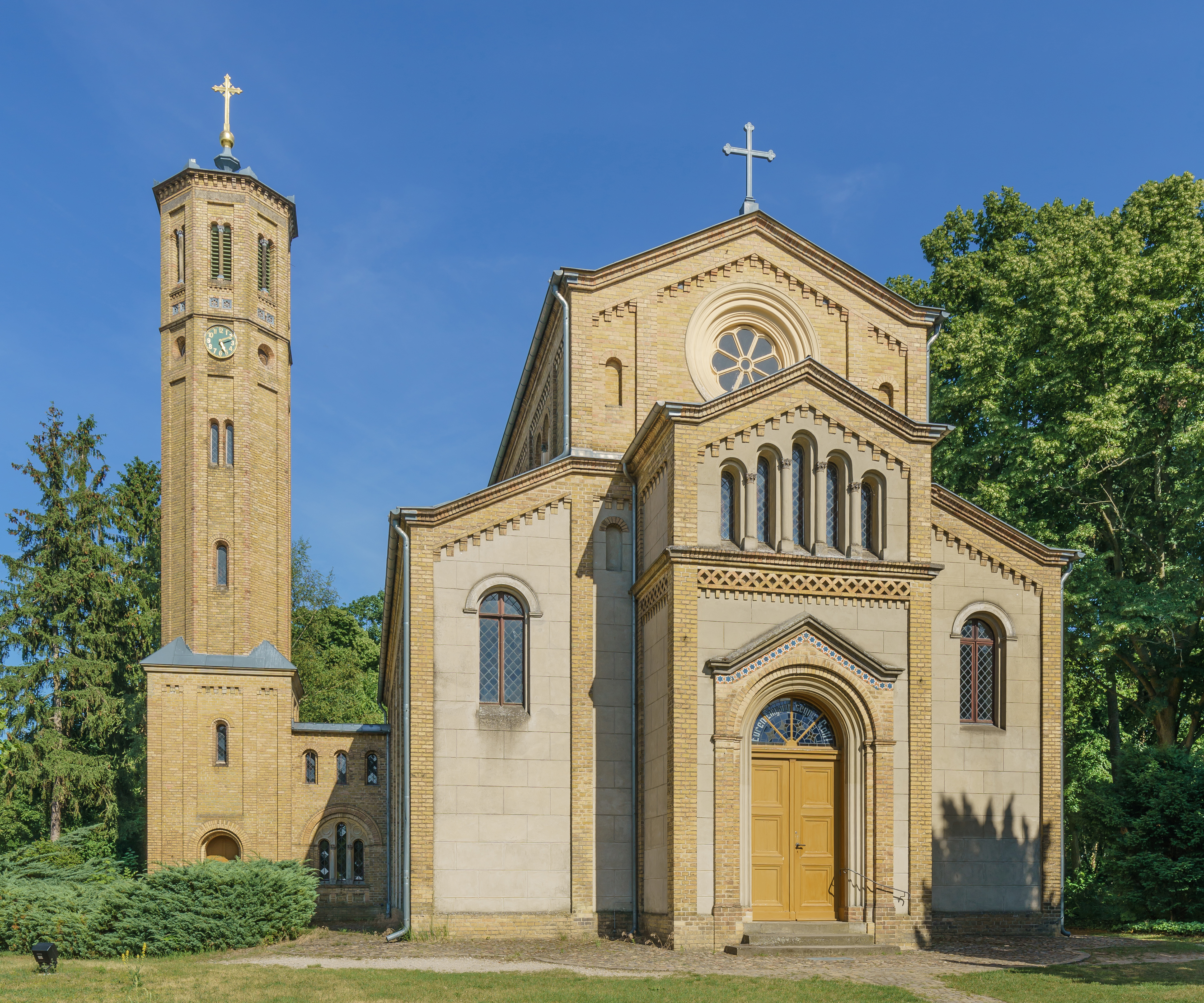
L'église de Caputh.

Des découvertes archéologiques suggèrent que la région était habitée déjà à l'époque de la culture des champs d'urnes. Le village de Capputh est mentionné pour la première fois dans un acte délivré par le margrave Valdemar de Brandebourg en 1317.
Le domaine et le manoir de Caputh étaient la propriété de l'électeur Joachim II Hector dès 1548. Un premier pavillon de chasse y fut construit en 1608 ; ce bâtiment est détruit pendant la guerre de Trente Ans. En 1662, le village a été acquis par Philippe de La Chièze, maître d’œuvre au service du « Grand Électeur » Frédéric-Guillaume Ier, qui fit construire le château de Caputh dans le style du début du Baroque. Il fut repris par les électeurs de Brandebourg en 1671 et a été aménagé en siège de veuve. Le « Roi-Sergent » Frédéric-Guillaume Ier en Prusse  y resta parfois pour la chasse. Le parc de château est aménagé par Peter Joseph Lenné vers 1820.
L'église évangélique à plan basilical, œuvre de l'architecte Friedrich August Stüler, fut inaugurée le 8 février 1852 en présence du roi Frédéric-Guillaume IV.
Dès 1928, Caputh était le lieu de vacances du physicien Albert Einstein. L'année suivante il y fit construire sa maison d'été. Néanmoins, après trois ans seulement, l'arrivée au pouvoir des Nazis le poussa à quitter définitivement l'Allemagne. En contribuant à l'Année de la physique en 2005, la maison a été restaurée et ouverte au public.

## Personnalités liées à Caputh
- Otto Wittenberg (1834-1918), architecte paysagiste ;
- Albert Einstein (1879-1955), physicien théoricien, y occupa une maison d'été proche du lac de Templin de 1929 à 1932.
- Walter Röhrig (1892-1945), peintre, mort à Caputh ;
- Joseph (1895-1945) et Magda Goebbels (1901-1945), possédaient une maison secondaire au bord du lac de Schwielow[1].
- Werner Blankenburg (1905-1957), fonctionnaire nazi ;
- Norbert Glante (né en 1952), homme politique ;
- Christoph Links (né en 1954), éditeur allemand.

## Jumelage
- Ruppichteroth (Allemagne)